# Michael B. Hinner
Michael Bernhard Hinner (* um 1957) ist ein deutsch-US-amerikanischer Sprachsoziologe, Linguist und Hochschullehrer.

## Leben

### Ausbildung
Hinner wurde in Deutschland geboren, wuchs aber in den Vereinigten Staaten auf. Im Jahr 1974 absolvierte er im Fach Ingenieurwissenschaften das „Student Science Training Program“ der National Science Foundation an der State University of New York in Stony Brook (US-Bundesstaat New York). Dort immatrikulierte er sich ein Jahr später 1975 auch für sein Studium. Dabei belegte er die Fächer Englisch, Deutsch, Komparatistik, Linguistik, Geschichtswissenschaft und Anthropologie. Darüber hinaus studierte er auch Rechtswissenschaft an der St. John’s University in New York City. In Stony Brook erhielt er 1981 seinen Master of Arts in Deutsch und wurde schließlich 1985 in Englisch mit der Dissertation Konrad von Würzburg’s “maere”: A translation and analysis zum Ph.D. promoviert.

### Berufliche Karriere
Erste Lehrerfahrungen sammelte Hinner 1988 und 1989 an seiner Alma Mater in Stony Brook, wo er für den universitätsinternen „Chancellor’s Award for Excellence in Teaching“ nominiert wurde. Anschließend zog er nach Deutschland und fand eine Anstellung am Englischen Seminar der Universität Hannover. Während dieser Zeit gab er auch Kommunikationskurse für das Royal Army Educational Corps und für die Hannover-Niederlassung des Joint Ventures Philips and Du Pont Optical. Ein Wechsel innerhalb der Stadt führte ihn 1992 an die Fachhochschule Hannover, wo er ab 1995 als Leiter der neu gegründeten „Zentralstelle für Fremdsprachen“ fungierte.
Anfang 1997 erhielt Hinner einen Ruf als Professor an die Technische Universität Bergakademie Freiberg in Sachsen. Dort bekleidete er an der Fakultät für Wirtschaftswissenschaften bis zu seiner Emeritierung 2022 den Lehrstuhl für „Englische Fachsprache der Wirtschaftswissenschaften und technischen Wissenschaften“. Parallel dazu hatte er seit 2004 auch einen Lehrauftrag an der Dresden International University inne.

## Forschungsinteressen
Im Rahmen seiner Dissertation lieferte Hinner 1985 eine englischsprachige Übersetzung und Analyse der mittelhochdeutschen Versnovelle Herzmäre, deren Autor Konrad von Würzburg er als „einen der vernachlässigsten und missverstandendsten Poeten des 13. Jahrhunderts“ erachtete. Er diskutierte zunächst einige der geläufigsten Vorurteile bezüglich Konrad und vertrat die Ansicht, dass dieser nicht als Epigone bezeichnet werden könne – andernfalls müsste man „die meisten mittelalterlichen Dichter“ ähnlich betiteln. Im weiteren Verlauf der Arbeit beschäftigte sich Hinner mit Textkomposition und Stilmitteln der Herzmäre und urteilte, dass Konrad „einer der großen Meister hinsichtlich Stil und Versbau der mittelhochdeutschen Literatur“ gewesen sei. Abschließend skizzierte er Konrads Theorie der Literaturkritik und zeigte dabei auf, wie ausführlich dieser über die Rolle und das Verhältnis von Kunst und Künstler nachgedacht hat. Konrad habe ein „beinahe modernes“ Konzept hinsichtlich des Antriebes eines Poeten, etwas zu erschaffen, und seiner Unabhängigkeit von einem verständnisvollen und wertschätzenden Publikum vorgeschlagen.
In den späteren Jahren seiner Karriere lagen Hinners hauptsächliche Forschungsinteressen auf Wirtschafts- und Organisationskommunikation sowie auf interkultureller Kommunikation. Er beschäftigte sich unter anderem damit, wie Kultur und Kommunikation das menschliche Verhalten und die Interaktion im geschäftlichen Kontext beeinflussen. Zudem interessierte er sich für den Einsatz Neuer Medien im Sprachunterricht und für die Beziehungen zwischen Deutschland und den Vereinigten Staaten.
Hinner publizierte zahlreiche wissenschaftliche Fachaufsätze, Buchkapitel und Beiträge zu Sammelwerken. Zwischen 2005 und 2014 war er Herausgeber von sieben der acht Bände der englischsprachigen Sammelwerkreihe „Freiberger Beiträge zur interkulturellen und Wirtschaftskommunikation“ des Peter-Lang-Verlages.

## Publikationen (Auswahl)
Monographie
- Michael B. Hinner: Intercultural Application Guide for Work and Studies in the USA. Peter-Lang-Verlag, 2005, ISBN 978-3-631-53121-1.

Sammelwerke in der Reihe „Freiberger Beiträge zur interkulturellen und Wirtschaftskommunikation“
- Michael B. Hinner (Hrsg.): Introduction to Business Communication. Band 1, Peter-Lang-Verlag, 2005, ISBN 978-3-631-53710-7.
- Michael B. Hinner (Hrsg.): Chinese and Western Business Cultures. A Comparison and Contrast. Band 2, Peter-Lang-Verlag, 2005, ISBN 978-3-631-53680-3.
- Michael B. Hinner (Hrsg.): The Role of Communication in Business Transactions and Relationships. Band 3, Peter-Lang-Verlag, 2007, ISBN 978-3-631-54971-1.
- Michael B. Hinner (Hrsg.): The Influence of Culture in the World of Business. Band 4, Peter-Lang-Verlag, 2007, ISBN 978-3-631-54972-8.
- Michael B. Hinner (Hrsg.): The Interrelationship of Business and Communication. Band 6, Peter-Lang-Verlag, 2010, ISBN 978-3-631-56540-7.
- Michael B. Hinner (Hrsg.): The Interface of Business and Culture. Band 7, Peter-Lang-Verlag, 2010, ISBN 978-3-631-56339-7.
- Michael B. Hinner (Hrsg.): Chinese Culture in a Cross-Cultural Comparison. Band 8, Peter-Lang-Verlag, 2014, ISBN 978-3-631-61160-9.